# Comarostaphylis
Comarostaphylis é um género de plantas com flor pertencente à subfamília Arbutoideae da família das Ericaceae que agrupa cerca de 10 espécies de arbustos, com distribuição natural na América do Norte, desde os Estados Unidos ao Panamá.

## Descrição
As espécies do género Comarostaphylis são arbustos a pequenas árvores, que alcançam de 1–4 (–10) m de altura. Os ramos juvenis são densamente pubescentes, recobertos por tricomas encaracolados, eglandulares, canescentes a ferrugíneos, glabrescentes. O ritidoma é delgado, de coloração avermelhada, desprenden-se em tiras largas.
As folhas são alternadas, elípticas a oblongas, (3–) 4,5–7 cm de comprimento e 1–2 cm de largura, ápice obtuso ou agudo, apiculado, base cuneiforme, margem inteira e discretamente ondulada, com venação pinada impressa na superfície superior e proeminentes na página inferior. Quando jovens, as folhas são glabras ou com nervuras densamente totomentosas e quando maduras glabras e pontiagudas na face superior, densamente ferruginosas tornando-se canescentes-tomentulosas na face inferior. Os pecíolos de 3–5 (–12) mm de comprimento, com nervuras na superfície superior, puberulosos a ferruginosos.
As flores ocorrem em inflorescências terminais, paniculadas, com ráquis, ramos e pedicelos moderadamente pilosos com tricomas glandulares no ápice, brácteas florais carenadas, deltoides a lanceoladas, 2–3,5 mm de comprimento, densamente pubescentes adaxialmente com tricomas ferruginosos glandulares no ápice, pedicelos 1–3 mm de comprimento, bi-bracteolados no meio, bractéolas linear-lanceoladas, 1–2 mm de comprimento; lobos do cálice deltoide a oval-triangular, 2–2,5 mm de comprimento, moderadamente pubescentes no lado adaxial; corola urceolada, 5–6 mm de comprimento, branca na antese, moderadamente pilosa com tricomas glandulares; estames 10, 2,5–3 mm de comprimento, filamentos basalmente inchados, felpudos, anteras com esporões dorsais com cerca de 0,5 mm de comprimento; ovário glabro a peludo, verrucoso.
O fruto é uma drupa globosa, 4–6 mm de diâmetro, glabra, de coloração roxo escuro a negro quando madura, por vezes vermelha.

## Taxonomia
O género foi descrito por Joseph Gerhard Zuccarini e publicado em Abhandlungen der Mathematisch-Physikalischen Classe der Königlich Bayerischen Akademie der Wissenschaften 2: 331–335. 1837, tendo como espécie tipo Comarostaphylis arguta.
A lista que se segue apresenta as espécies do género Comarostaphylis aceites em setwmbro de 2014, ordenadas alfabeticamente:
- Comarostaphylis arbutoides
- Comarostaphylis discolor (sin.: Comarostaphylis arguta, o garambullo de México)[4]
- Comarostaphylis diversifolia
- Comarostaphylis glaucescens
- Comarostaphylis lanata
- Comarostaphylis longifolia
- Comarostaphylis mucronata
- Comarostaphylis polifolia
- Comarostaphylis sharpii
- Comarostaphylis spinulosa

## Galeria

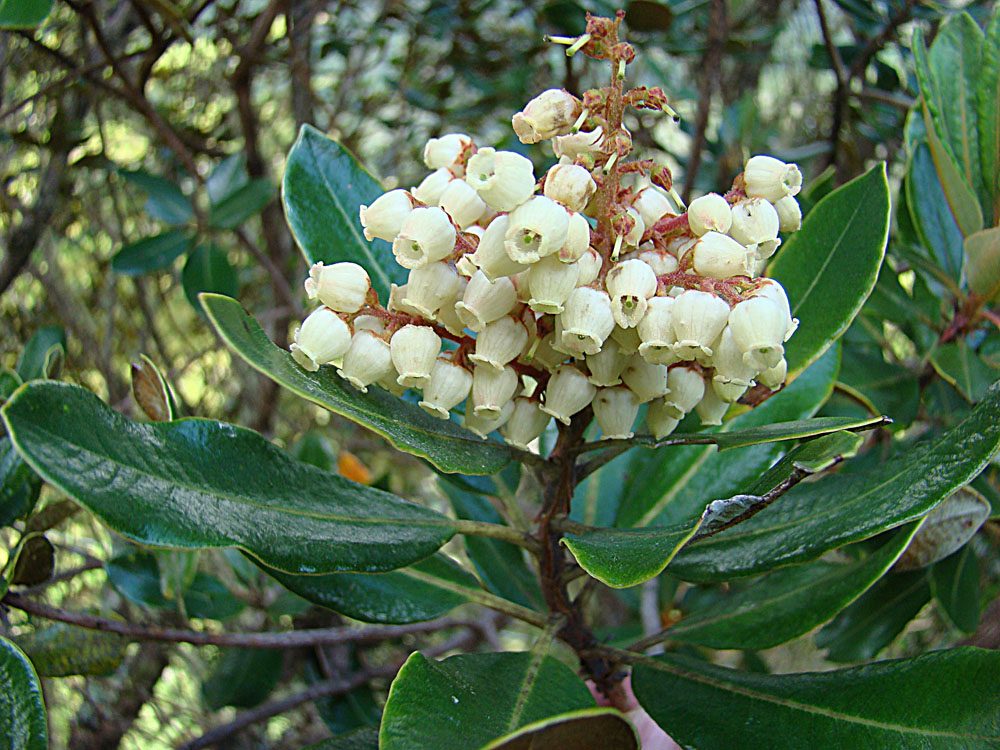
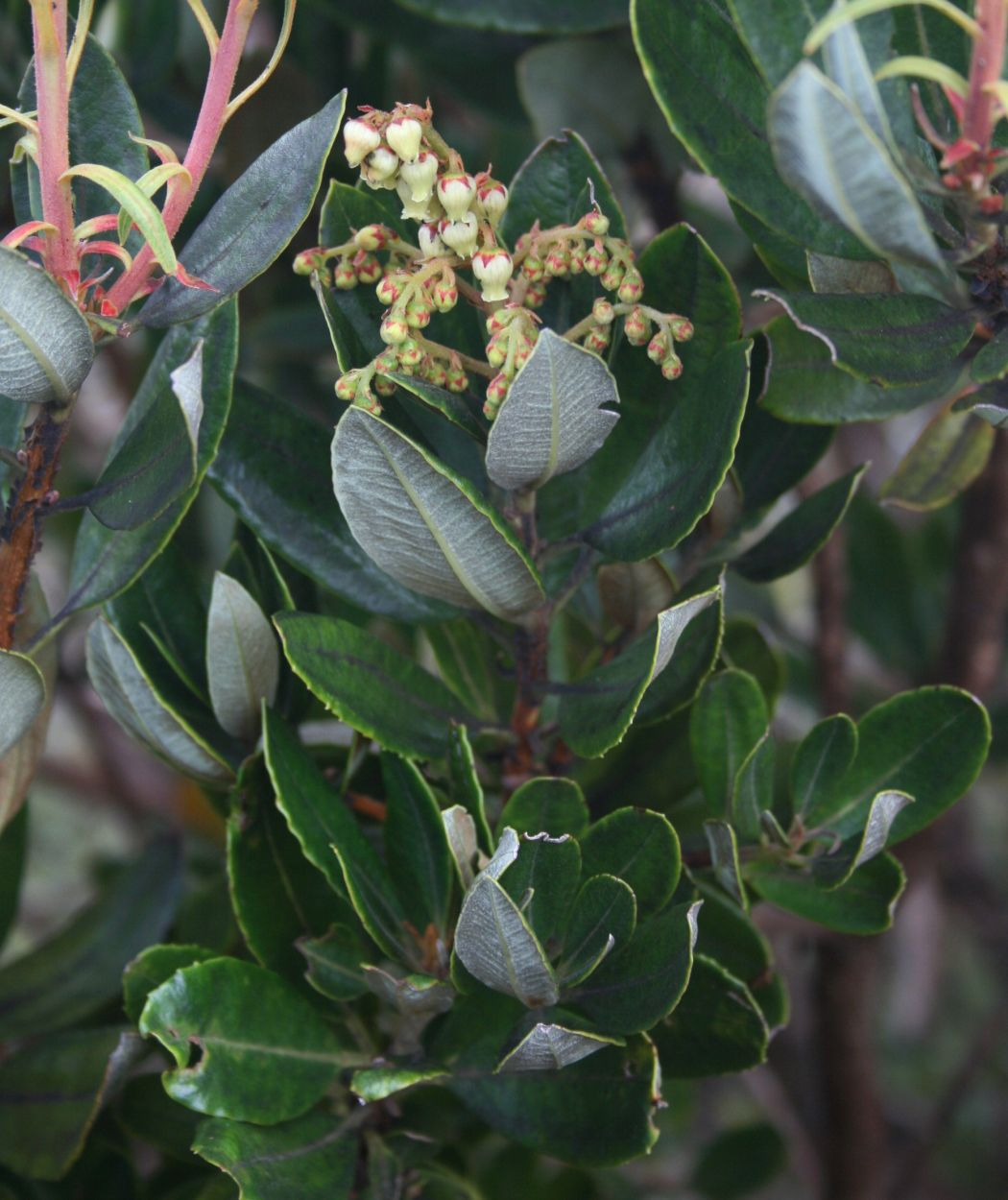
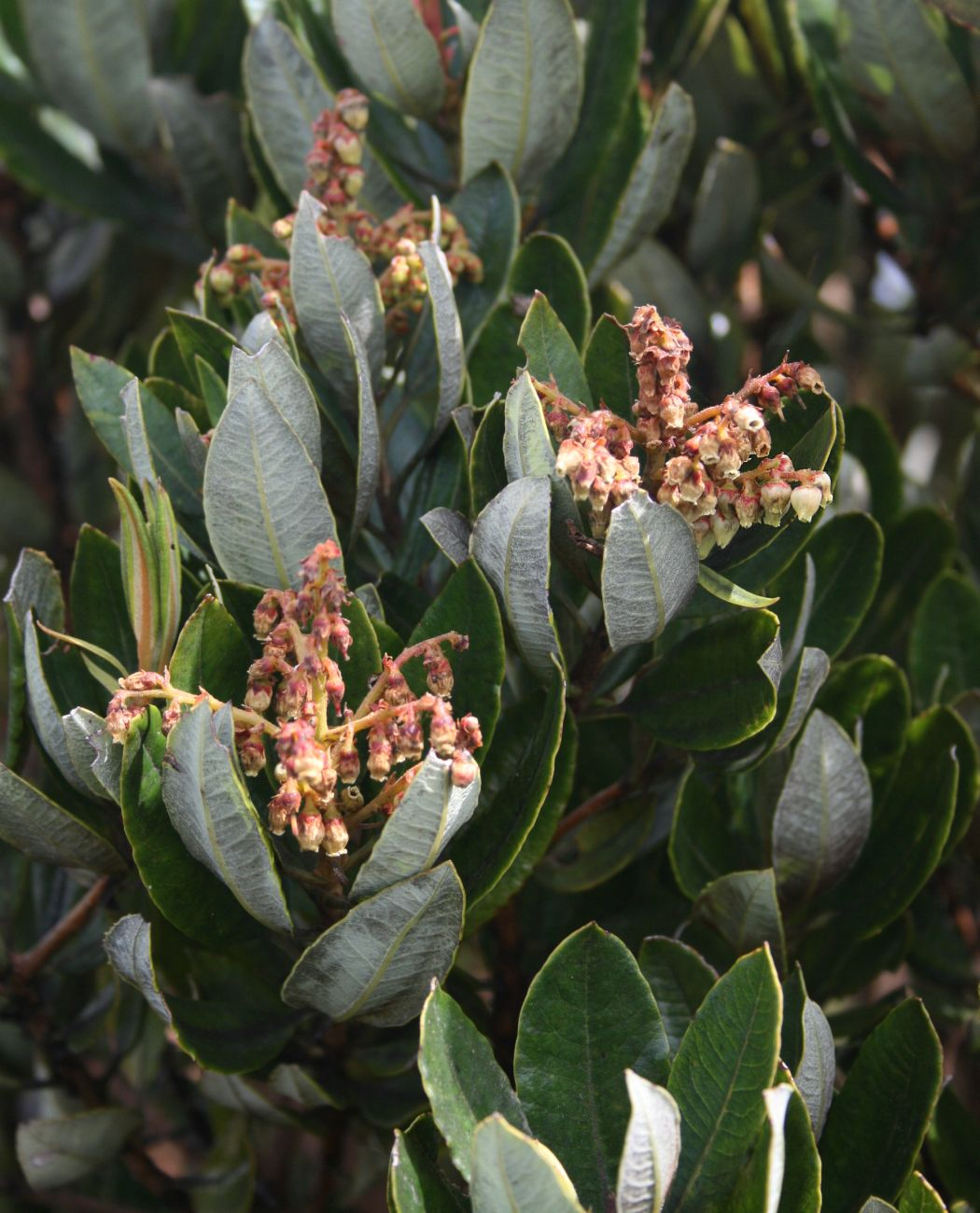
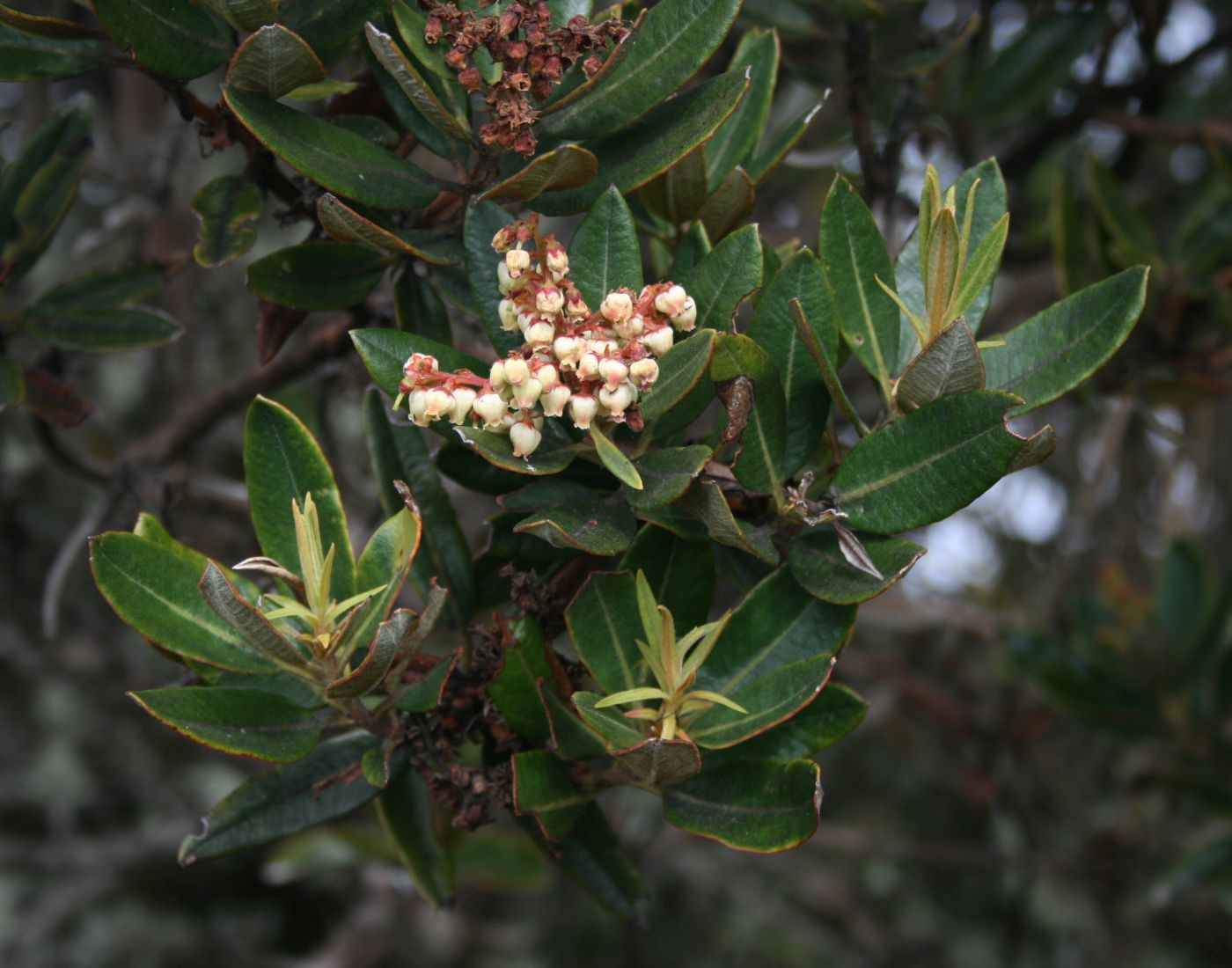
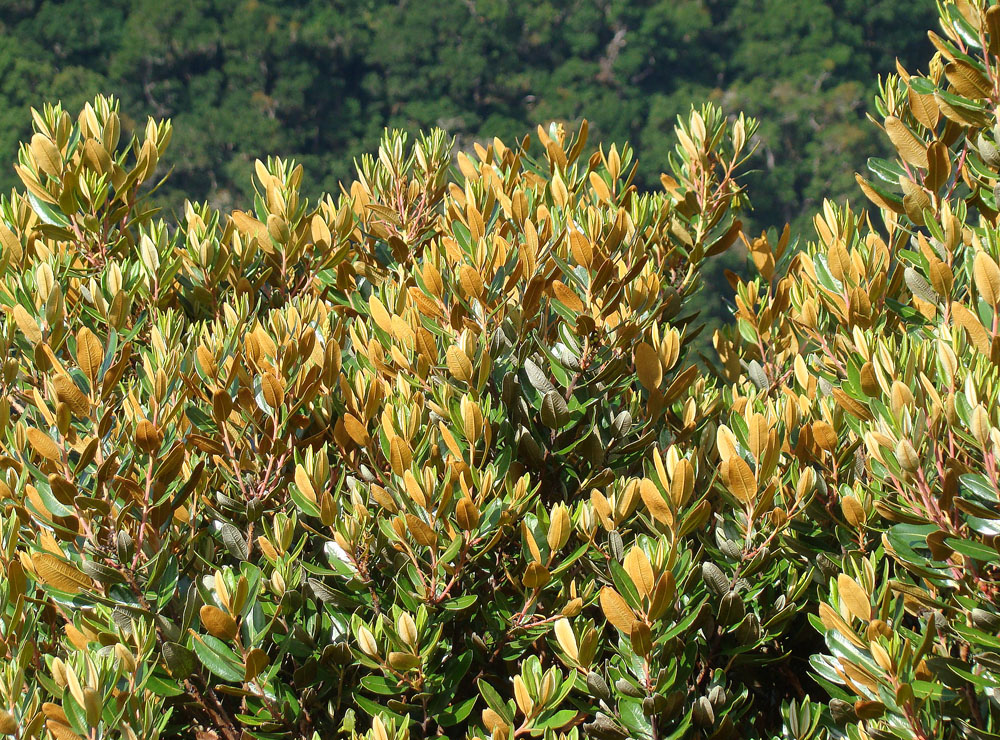
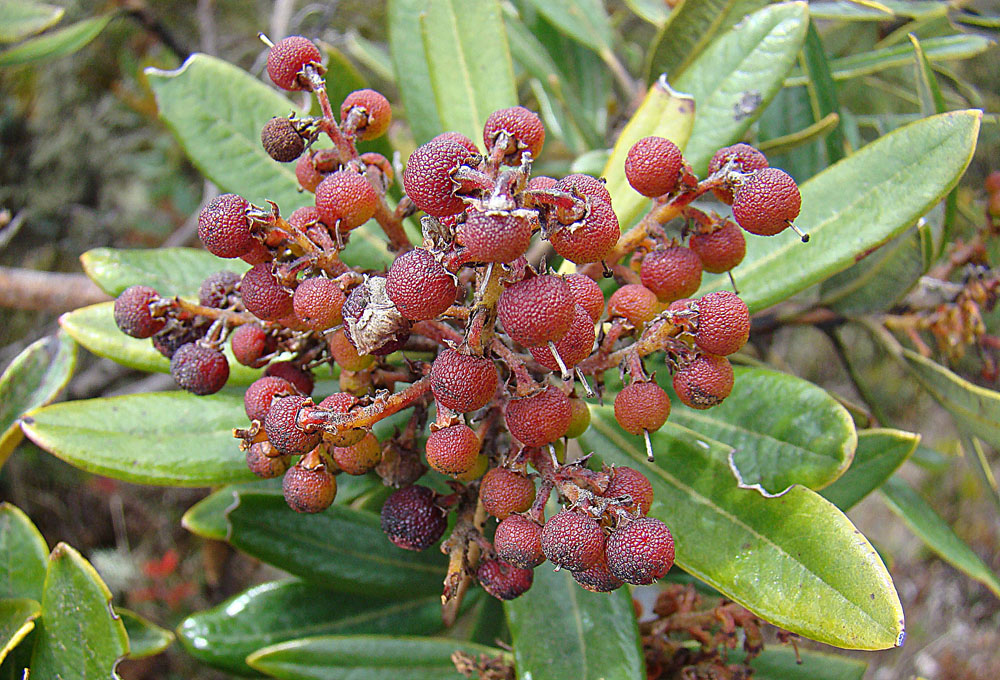
Frutos imaturos de Comarostaphylis arbutoides
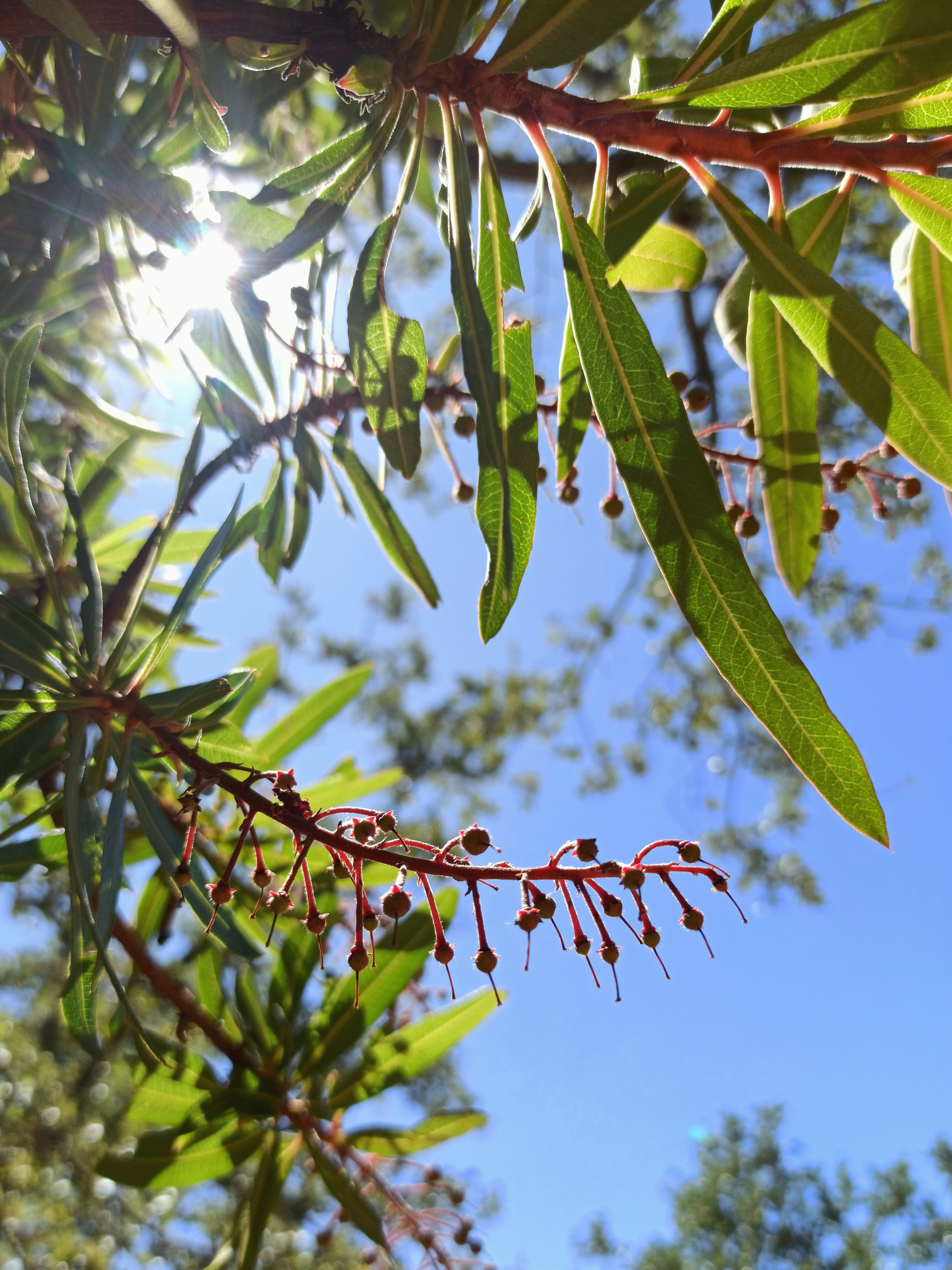
Comarostaphylis glaucescens